# Fraser Stoddart

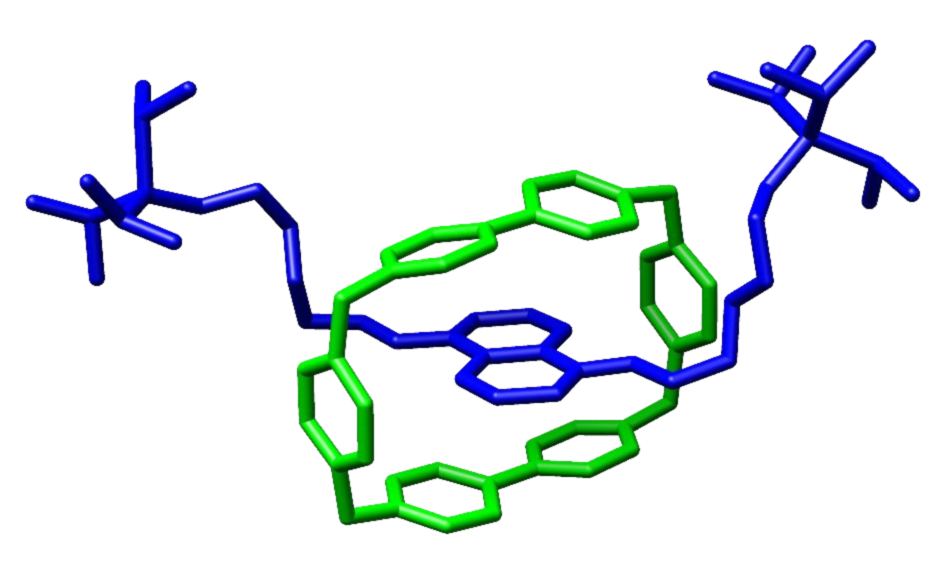
Estructura cristalina de un rotaxano con un macrociclo ciclobis(paraquat-p-fenileno) publicado por Stoddart y colaboradores en Eur. J. Org. Chem. 1998, 2565–2571.

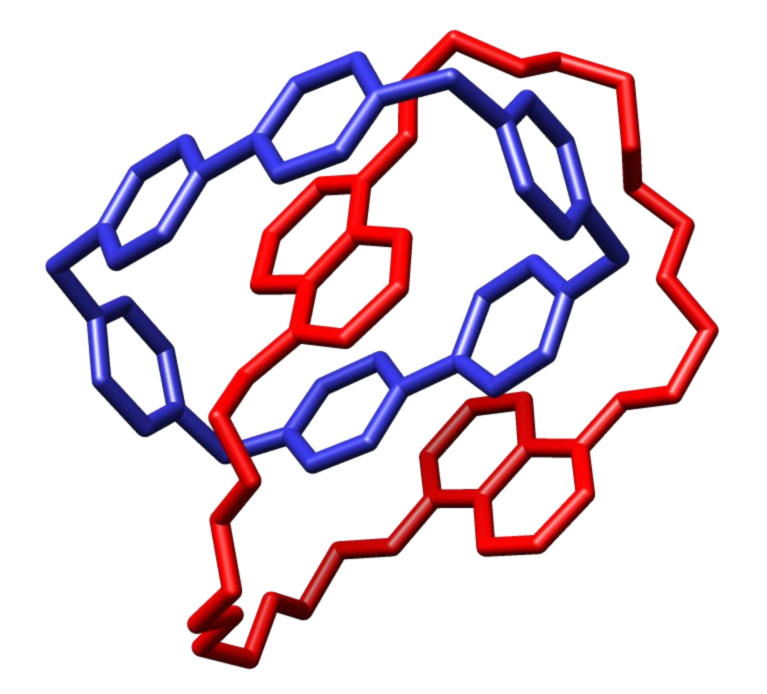
Estructura cristalina de un catenano con un macrociclo ciclobis(paraquat-p-fenileno) publicado por Stoddart y colaboradores en Chem. Commun., 1991, 634–639

James Fraser Stoddart (Edimburgo, Escocia; 24 de mayo de 1942-30 de diciembre de 2024) fue un químico británico que investigó en el área de la química supramolecular y la nanotecnología del Departamento de Química de la Universidad de Northwestern.
Desarrolló la síntesis de alta eficiencia de arquitecturas moleculares mecánicamente entrelazadas como anillos moleculares de Borromeo, catenanos y rotaxanos utilizando reconocimiento molecular y procesos de autoensamblaje molecular. Se ha demostrado que estas topologías se pueden emplear como interruptores moleculares y como moléculas-motor. Su grupo ha aplicado estas estructuras incluso en la fabricación de dispositivos de nanoelectrónica y sistemas nanoelectromecánicos. Sus esfuerzos han sido reconocidos con numerosos premios, incluyendo el Premio Internacional Rey Faisal en Ciencias 2007 y el Premio Nobel de Química en 2016, compartido con Jean-Pierre Sauvage y Ben Feringa.

## Biografía
Fraser Stoddart nació en Edimburgo, Escocia, y obtuvo el título de B.Sc. (1964) y más tarde el doctorado (1966) en la Universidad de Edimburgo. En 1967, se trasladó a la Universidad de Queen (Canadá) como becario postdoctoral del Consejo de Investigación Nacional de Canadá, y luego, en 1970, a la Universidad de Sheffield como becario de investigación de Imperial Chemical Industries (ICI), antes de unirse al personal académico como profesor de Química. Tras una estancia en la Universidad de California, Los Ángeles (UCLA) en 1978 trabaja en el Laboratorio de ICI en Runcorn (1978-81), volviendo a Sheffield en 1982.
Obtiene un doctorado en Edimburgo en 1980 por sus investigaciones sobre estereoquímica fuera de la molécula. En 1990, se trasladó a la cátedra de Química Orgánica en la Universidad de Birmingham y fue director de su Escuela de Química (1993-97), antes de pasar a la UCLA como profesor Saul Winstein de química en 1997.
En julio de 2002, se convirtió en codirector interino del Instituto de Nanosistemas de California (CNSI). En mayo de 2003, consigue la Cátedra Fred Kavli de Ciencia de Nanosistemas y ejerce hasta agosto de 2007 como director del CNSI. Fue nombrado Knight Bachelor en diciembre de 2006, por la Reina Isabel II

## Áreas de investigación
Una de sus contribuciones al desarrollo de la arquitecturas moleculares mecánicamente entrelazadas ha sido el establecimiento de la síntesis eficiente de estas moléculas sobre la base de la unión de ciclobis(paraquatp-fenileno), tales como los rotaxanos y los catenanos. El uso de química covalente dinámica ha permitido a su grupo la síntesis de arquitecturas moleculares mecánicamente enlazadas muy complejas como los llamados anillos de Borromeo moleculares. Procedimientos eficaces para sintetizar estas arquitecturas moleculares se han aplicado a la construcción de máquinas moleculares que funcionan en base al movimiento mutuo de los diversos componentes, unos respecto de los otros. Estas máquinas moleculares tienen aplicaciones potenciales como sensores moleculares, accionadores, amplificadores e interruptores moleculares y pueden ser controladas químicamente, eléctricamente y ópticamente.
Stoddart ha sido pionero en el uso de arquitecturas moleculares mecánicamente entrelazadas para crear sistemas nanomecánicos. Se ha demostrado que estos dispositivos pueden ser fabricados con una combinación de enfoque bottom-up de autoensamblaje molecular y un diseño top-down y bottom-up de litografía y microfabricación.

## Estilo de presentación
Los trabajos de Stoddart y las estructuras moleculares en ellos representadas son fácilmente reconocibles por su distintiva representación desarrollada desde finales de 1980, al estilo de los dibujos animados. Un círculo sólido se pone a menudo en el centro de las estructuras moleculares con varios anillos aromáticos, y estos poseen diferentes colores para resaltar las diferentes partes de las moléculas. De hecho, Stoddart fue uno de los primeros investigadores que hizo un amplio uso del color en las publicaciones de química. Los diferentes colores por lo general se corresponden con las diferentes partes de este tipo de moléculas, pero también se utilizan para representar las propiedades moleculares específicas (el color azul, por ejemplo, se utiliza para representar subunidades pobres en electrones mientras que el rojo se utiliza para representar a las correspondientes subunidades ricas en electrones). Stoddart mantiene este esquema de colores estandarizados en todas sus publicaciones y presentaciones, y su estilo ha sido adoptado por otros investigadores que publican sobre máquinas moleculares basadas en la síntesis de Stoddart.

## Calificaciones ISI
Seis de sus más de 900 publicaciones han sido citadas 500 o más veces, 16 más de 300 veces, 82 más de 100 veces, y 203 mayores de 50 veces. Stoddart tiene un índice h de 92. Para el período comprendido de enero de 1997 al 31 de agosto de 2007, fue clasificado por el Instituto de Información Científica como el tercer químico más citado con un total de 14.038 citas a partir de un conjunto de 304 documentos con una frecuencia de 46,2 citas por artículo. Durante 35 años, se han formado en sus laboratorios más de 260 estudiantes de doctorado e investigadores postdoctorales, y una cuarta parte de los mismos han emprendido posteriormente una carrera académica independiente. El Instituto de Información Científica (ISI) también predijo que Fraser Stoddart sería un probable ganador de premio Nobel de Química en 2005, junto con George M. Whitesides y Seiji Shinkai por su contribución al autoensamblaje molecular. Sin embargo, el premio finalmente fue concedido a Robert Grubbs, Richard Schrock e Yves Chauvin.